# 杉田元宜
杉田元宜（すぎた もとよし、1905年8月15日 - 1990年1月14日）は、日本の物理学者、科学史家、一橋大学名誉教授。
熊本県八代町（現・八代市）生まれ。高知育ち、甲南高等学校卒、1929年東京帝国大学理学部物理学科卒、逓信省勤務、1934年海軍機関学校教官、1945年東京産業大学教授、1949年一橋大学法学社会学部教授、「過渡的現象の熱力学」で京都大学理学博士。1951年一橋大学社会学部教授。1969年一橋大定年退官、名誉教授、青山学院大学教授、1976年退職。妻は日系カナダ人。没後、正四位勲三等瑞宝章叙勲。墓所は多磨霊園(25-1-60)
ゼミの指導学生に北畠能房（環境学者、京都大学名誉教授）、鶴野史朗（アイ・アール ジャパンホールディングス創業者）、有賀貞一（CSK副社長、ミスミグループ本社副社長、リアルワールド会長等を歴任）など。また、関根友彦（経済学者、元ヨーク大学教授）など社会学部の学生を経済学部の都留重人ゼミに参加できるように尽力した。

## 著書
- 『物理学史』山雅房・科学史叢書 1943
- 『熱力学新講』増訂 地人書館 1948
- 『過渡的現象の熱力学』岩波書店 1950 科学文献抄
- 『精説物理学演習』大和出版社 1950
- 『技術史の立場 一科学者の夢と願い』理論社 1955
- 『熱力学及び分子統計論 生体物理化学の基礎』南江堂 1957
- 『社会とサイバネティックス』みすず書房 1969
- 『サイバネティックスとは何か 機械・生体・社会と比較システム論』法政大学出版局 1973
- 『社会とシステム論 情報と応答・制御の機構』みすず書房 1976
- 『情報科学とは何か その思想と目標』実教出版 1976
- 『工学的発想のすすめ』大月書店・国民文庫. 現代の教養 1977
- 『学問と創造のはたらき』大月書店 1979
- 『バイオニクスと生命論』学会出版センター 1979

## 共編著
- 『食品の科学』山田浩一共著 清水書房 1948 科学教育講座
- 『火と熱の科学』白井俊明共著 清水書房 1948 科学教育講座
- 『科学の成立と発展』菅井準一共著 中教出版 1950 新制大学一般教養物理的科学
- 『生命現象の物理面』岡小天、久保秀雄共編 宇野書店 1966
- 『情報科学』岡山誠司共著 朝倉書店 1970 基礎物理科学シリーズ

## 翻訳
- W.ハイトラー『思策と遍歴 科学と哲学の接点に立って』共立出版 1975

## 参考
- 「杉田元宜名誉教授年譜抄」『一橋論叢』第63巻第1号、日本評論社、1970年1月、125-126頁、CRID 1390290699840651904、doi:10.15057/2423、hdl:10086/2423、ISSN 0018-2818。